# Hamineobulla kawamurai
Hamineobulla kawamurai is een slakkensoort uit de familie van de Bullidae. De wetenschappelijke naam van de soort is voor het eerst geldig gepubliceerd in 1950 door Habe.